# نفيدية
نَفِيدية (الاسم العلمي: Terebratulidae)، فصيلة من عضديات الأرجل مع سجل أحفوري يعود إلى العصر الديفوني المتأخر. وهي مقسمة إلى 11 فُصيلة.

## للاستزادة
- Fossils (Smithsonian Handbooks) by ديفيد وارد (إحاثي) (Page 93)
- Terebratulidae at أعمال الحفريات.org